# Джеззін
Джеззін (араб. جزين) — місто в Лівані.

## Географія
Місто Джеззін знаходиться в південному Лівані, за 40 кілометрів на південь від столиці країни Бейрута і за 22 кілометри від Сідона. Центр однойменного округу з населенням 14 500 осіб. Джеззін розташований на висотах нагір'я Тумат-Ніхана, в оточенні кедрових лісів, виноградників та садів. Більшість населення — араби-християни (греко-католики та мароніти).

## Короткий опис
Дженнін знаменитий насамперед своми майстерними ремісниками-ковалями, які виготовляють чудові ножі та інші предмети кухонного вжитку, оздоблені мозаїкою та кісткою. У минулому місто відігравало важливу роль у караванній торгівлі.
Одним з визначних місць Джеззіна є так звані Джеззінські водоспади (висотою до 90 метрів). Поряд знаходяться капела Пресвятої Богородиці біля Водоспаду, а також печера Шквір-Тірон, яку використовували хрестоносці як спостережний пункт на шляху з Сідона в долину Бекаа. У XVII столітті в ній переховувався від турків емір Фахреддін II.
В окрузі Джеззін знаходилися старовинні родинні гнізда впливових християнських кланів Лівану — Аун, Асмар, Ассуад, Серхана, Хелу, Канаан, Карам, Каттара, Різк і Вехбі.
Однією з перлин ліванської архітектури є побудований в Джеззіні в XV столітті палац-резиденція місцевої аристократичної родини Канаан. У ньому в 1890—1981 роках жив і працював впливовий ліванський політик Марун Канаан. Палац досі використовується членами цієї родини як літня резиденція.

## Міста-партнери
- Ножан-сюр-Марн, Франція